# Nectouxia formosa
Nectouxia formosa ist eine Pflanzenart in der Familie der Nachtschattengewächse (Solanaceae). Es ist die einzige Art der Gattung Nectouxia.

## Beschreibung

### Vegetative Merkmale
Nectouxia formosa sind kryptophytische (mittels unterirdischer Organe längere Zeit überdauernde), krautige Pflanzen, die eine Höhe von 20 bis 60 cm erreichen. Die Pflanzen sind etwas übelriechend. Beim Trocknen werden die Pflanzen deutlich dunkler. Die Überdauerungsorgane sind fleischige Rhizome, die feine, schuppenartige Niederblätter besitzen. Die Sprossachse wächst aufrecht, ist drüsig-behaart mit einfachen Trichomen mit ein- oder vielzelligen Trichomköpfen.
Die Laubblätter sind eiförmig bis breit eiförmig, die Blattspreiten 4 bis 7 (selten bis 10) cm lang, damit länger als die Blattstiele. Die Spitze ist spitz oder scharfspitzig, die Basis meist herzförmig.

### Blüten
Die Blüten stehen einzeln, hängend bis nickend an 1 bis 2 cm langen Blütenstielen. Der radiärsymmetrische Kelch ist 11 bis 19 (24) mm lang, fünf-geteilt, die Kelchblätter sind dabei bis fast zur Basis voneinander getrennt. Die einzelnen Segmente sind etwa 12 × 0,5 bis 1,5 mm groß, rauhaarig mit bis zu 2 mm langen und im Gegensatz zu den an der restlichen Pflanze befindlichen Trichomen auffälligeren Trichomen behaart. Die gelbe oder gelbgrüne Krone ist radiärsymmetrisch, überbecherförmig, unbehaart und 18 bis 25 (43) mm lang. Die Kronröhre geht in einen abgespreizten Kronsaum über, der am Rand fünf kurze, eiförmige bis breit eiförmige oder etwas zugespitzte Kronzipfel ausbildet. Diese sind zunächst aufrecht stehend, später abstehend. Ihre Größe beträgt etwa 15 × 6 mm. Am Übergang zwischen Kronröhre und -saum befindet sich ein ringförmiger Kranz, der etwa 2 bis 4 mm hoch ist. Durch das Trocknen verfärben sich die Kronblätter dunkelbraun bis schwarz.
Die sich vollständig oder fast vollständig in der Krone befindlichen Staubblätter sind nahe dem distalen Rand der Kronröhre fixiert. Die Staubfäden sind 2,8 bis 3,8 mm lang, die beiden Theka stehen im unteren 1/3 bis 1/4 frei voneinander. Dorsal sind sie mit einer etwa 1,5 mm langen plattenförmigen Verlängerung der Staubfäden bedeckt.
Der zweiblättrige Fruchtknoten ist konisch geformt, die Nektarien sind sehr deutlich ausgebildet. Der Griffel steht terminal, die Narbe ist scheibenförmig, klein und stark eingedrückt.

### Früchte und Samen
Die Früchte sind Beeren, die meist zugespitzt sind, eine Länge von 2 bis 3 cm haben und etwa zehn Samen enthalten. Diese sind flach nierenförmig, eingedrückt, glatt und 1,8 bis 2,5 mm lang. Der Embryo ist gedreht, die Keimblätter sind etwas länger als der restliche Embryo. Das Endosperm ist spärlich.

## Vorkommen
Nectouxia formosa wächst endemisch in Wäldern und Wiesen der Berge der mittelmexikanischen Kordilleren und der Sierra Madre Oriental. Dort sind sie in Höhenlagen zwischen 2.000 und 3.000 m zu finden. Außerdem gibt es Vorkommen im nordöstlichen Chihuahua und im nördlichen Texas, nahe der Mexikanischen Grenze.

## Systematik
Die Gattung steht nahe der Gattung Salpichroa. Da noch Informationen über wichtige Merkmale wie Anatomie, Karyografie und Phytochemie fehlen, ist es möglich, dass die einzige Art der Gattung bei Bekanntwerden dieser Details zu den Salpichroina gestellt wird. Der Gattungsname ehrt den französischen Botaniker Hippolyte Nectoux (1759–1836).